# Фабер, Хорст
Хорст Фабер (нем. Horst Faber) — фигурист из Германии, бронзовый призёр чемпионата мира 1939 года, серебряный призёр чемпионата Европы 1951 года, бронзовый призёр чемпионата Европы 1939 года, девятикратный чемпион  Германии 1939—1941, 1944, 1947—1951 годов в мужском одиночном катании.

## Спортивные достижения

### Мужчины
| Соревнования/Сезоны | 1937 | 1938 | 1939 | 1940 | 1941 | 1942 | 1943 | 1944 | 1945 | 1946 | 1947 | 1948 | 1949 | 1950 | 1951 |
| ------------------- | ---- | ---- | ---- | ---- | ---- | ---- | ---- | ---- | ---- | ---- | ---- | ---- | ---- | ---- | ---- |
| Чемпионаты мира     |      | 4    | 3    |      |      |      |      |      |      |      |      |      |      |      |      |
| Чемпионаты Европы   | 8    | 4    | 3    |      |      |      |      |      |      |      |      |      |      |      | 2    |
| Чемпионаты Германии | 3    | 3    | 1    | 1    | 1    |      |      | 1    |      |      | 1    | 1    | 1    | 1    | 1    |